# La bandera argentina
La bandera argentina ist ein dreiminütiger Stummfilm von Eugène Py aus dem Jahre 1897. Eugene Py wurde durch den deutschen Kameramann Federico Figner bei den Dreharbeiten zu diesem Film unterstützt. Der Film hat eine große historische Bedeutung für die argentinische Filmgeschichte. Aufgrund seiner Thematik (die Flagge ist das Symbol nationaler Einheit) wird dieser Film als der erste Argentiniens angesehen, tatsächlich wurden jedoch bereits am 24. November 1896 drei Kurzfilme mit Ansichten von Buenos Aires aufgeführt (Vistas de Palermo, Avenida de Mayo und Plaza de Mayo), die ebenfalls von Figner stammen.